# Iwona Szarejko
Iwona Marta Szarejko – polska biolog, specjalizująca się w genetyce roślin; nauczycielka akademicka związana z Uniwersytetem Śląskim.

## Życiorys
Jest absolwentką Akademii Rolniczej im. Hugona Kołłątaja w Krakowie, którą ukończyła w 1975 zdobyciem tytułu zawodowego magistra. Bezpośrednio potem została zatrudniona na Uniwersytecie Śląskim w Katowicach, z którym związała całe swoje życie zawodowe przechodząc przez wszystkie stopnie kariery naukowo-dydaktycznej od stanowiska asystenta przez adiunkta i profesora nadzwyczajnego po profesora zwyczajnego. Stopień naukowy doktora habilitowanego nauk biologicznych w zakresie biologii uzyskała w 1993 na Uniwersytecie Śląskim na podstawie dorobku naukowego oraz rozprawy nt. Kultury pylnikowe jęczmienia /Hordeum vulgare L./ i ocena genetyczna podwojonych haploidów. W l. 1997-1998 stypendystka Programu Fulbrighta na University of Missouri-Columbia. W 2004 prezydent Polski Aleksander Kwaśniewski nadał jej tytuł profesor nauk biologicznych.
Na Uniwersytecie Śląskim aktywnie zaangażowała się także w działalność organizacyjną uczelni pełniąc wiele funkcji. Jest kierownikiem Katedry Genetyki. W latach 1996–2002 i 2008-2016 piastowała urząd dziekana Wydziału Biologii i Ochrony Środowiska Uniwersytetu Śląskiego. Za jej rządów m.in. otwarto nową siedzibę Zielnika Botanicznego w chorzowskim ośrodku dydaktycznym uczelni. Poza tym wydział uzyskał uprawnienia do nadawania stopnia doktora w dyscyplinie biotechnologia w 2013, a rok później w dyscyplinie ochrona środowiska.
Jest aktywnym członkiem Komitetu Fizjologii, Genetyki i Hodowli Roślin na Wydziale II Nauk Biologicznych i Rolniczych Polskiej Akademii Nauk. Wypromowała 9 doktorów.